# MG FF
EL MG FF (en alemán MaschineGewehr FlügelFest, o «ametralladora de montaje fijo alar») era un cañón automático de 20 mm desarrollado en 1936 por la empresa berlinesa Ikaria-Werke GmbH para ser montado en afustes alares, fijos o flexibles, en los aviones de combate de la Luftwaffe durante la Segunda Guerra Mundial. Era un derivado del cañón suizo Oerlikon FF F, cuya licencia había sido comprada por la empresa alemana.

## Diseño
El MG FF fue especialmente diseñado para utilizarlo desde afustes fijos o flexibles en los aviones de combate de la Luftwaffe durante la Segunda Guerra Mundial. Una de las principales características del MG FF era que no se alimentaba a través de cintas de munición sino por un tambor.
El MG FF tenía algunas desventajas bastante serias, tales como una baja cadencia de fuego, una baja velocidad de boca y una cantidad de munición limitada. Su instalación en las alas de los Messerschmitt Bf 109 y de los Focke-Wulf Fw 190 no era sencilla, ya que los tambores ocupaban demasiado espacio, por lo que sólo podían almacenar 60 cartuchos por cañón. Debido a estos problemas, fue desarrollado un tambor con capacidad para 90 cartuchos, que fue instalado en el Fw 190 A-5 y además se realizaron numerosos experimentos con cintas de alimentación.
El MG FF fue adaptado para disparar una munición HE (High Explosive, explosivo de alto poder) denominada Minengeschoss cuyo proyectil tenía paredes más delgadas, de manera que la carga explosiva podía incrementarse. Este proyectil era más ligero y generaba menos retroceso que las otras municiones, razón por la que los MG FF necesitaban una modificación del mecanismo de retroceso para poder disparar esta nueva munición. Al MG FF modificado para emplear estos nuevos cartuchos se le denominó MG FF/M y fue instalado en los Bf 109 E-4 y Bf 110 C-4 a mediados del año 1940.
El MG FF y FF/M fue utilizado ampliamente en numerosas versiones de aviones caza, incluyendo los Bf 109 E-3, E-4, E-7 y F-1, así como en los Bf 110 C al F y Fw 190 A-1 al A-5. Además fue montado en bombarderos como el Do 217,  Ju 88,  He 111 y en muchos otros aviones. Durante 1943 fueron reemplazados por el MG 151/20 del mismo calibre, aunque pronto retornaron a prestar servicio en aviones de primera línea como el arma primaria de los montajes Schräge Musik de los cazas nocturnos Bf 110, ya que cabía perfectamente en la parte trasera de la cabina. 
El MG FF disparaba un proyectil de 134 g a una velocidad de 600 m/s y con una cadencia de 520 disparos por minuto. El MG FF/M disparaba la munición HE/M de 90 g a una velocidad de 700 m/s y con una cadencia de fuego de aproximadamente 540 disparos por minuto. Municiones AP (Armour Piercing, perforante de blindaje), HE e incendiarias también estaban disponibles (proyectiles de 115 a 117 g, 585 m/s, 520 dpm), puesto que la HE/M no podía cargar partes trazadoras o incendiarias.